# Stroiteley Islands
Die Stroiteley Islands (russisch Острова Строителей Ostrowa Stroitelei, deutsch ‚Erbauer-Inseln‘) sind eine Kette aus rund vier Inseln mit nord-südlicher Ausrichtung vor der Küste des ostantarktischen Königin-Marie-Lands. Sie liegen 1,5 km westlich des Mabus Point im südlichen Abschnitt der Haswell-Inseln.
Der US-amerikanische Kartograph Gardner Dean Blodgett kartierte sie 1955 anhand von Luftaufnahmen der Operation Highjump (1946–1947). Sowjetische Wissenschaftler fertigten 1956 weitere Luftaufnahmen an und nahmen die Benennung vor. Das Advisory Committee on Antarctic Names übertrug diese Benennung 1968 in einer Teilübersetzung ins Englische.